# Diecezja Lamego
Diecezja Lamego (łac. Dioecesis Lamacensis) – diecezja Kościoła rzymskokatolickiego w Portugalii. Należy do metropolii Bragi. Została erygowana w XII w.